# 多毛蘚
多毛蘚（学名：Lescuraea mutabilis）为薄羅蘚科多毛蘚屬下的一个种。

## 扩展阅读
- 多毛蘚的图片 （页面存档备份，存于）